# Kim Eui-Tae
Kim Eui-Tae (en coreano: 김 의태; 2 de junio de 1941) es un deportista surcoreano que compitió en judo.
Participó en los Juegos Olímpicos de Tokio 1964 y Múnich 1972, obteniendo una medalla de bronce en la edición de Tokio 1964 en la categoría de –80 kg. Ganó dos medallas de bronce en el Campeonato Mundial de Judo en los años 1961 y 1965.

## Palmarés internacional
| Juegos Olímpicos   | Juegos Olímpicos        | Juegos Olímpicos  | Juegos Olímpicos |
| Año                | Lugar                   | Medalla           | Categoría        |
| ------------------ | ----------------------- | ----------------- | ---------------- |
| 1964               | Tokio (Japón)           | Medalla de bronce | –80 kg           |
| Campeonato Mundial |                         |                   |                  |
| Año                | Lugar                   | Medalla           | Categoría        |
| 1961               | París (Francia)         | Medalla de bronce | Abierta          |
| 1965               | Río de Janeiro (Brasil) | Medalla de bronce | –80 kg           |